# Marjoß
Marjoß ist ein Stadtteil von Steinau an der Straße im osthessischen Main-Kinzig-Kreis.

## Geografische Lage
Marjoß liegt an der Jossa, einem Zufluss der Sinn, auf einer Höhe von 253 m über NN im Nordosten des Main-Kinzig-Kreises, etwa 7 km südöstlich des Zentrums von Steinau, an der Grenze zu Bayern.
Weitere Siedlungsplätze innerhalb der Gemarkung von Marjoß sind die Barackenhöfe und der Rohrbacherhof.

## Geschichte
Historische Namensformen
In erhaltenen Urkunden wurde Marjoß unter den folgenden Namen erwähnt (in Klammern das Jahr der Erwähnung): Jazaha (1167), Jazah (1270). Jazza (1311),  Mergenjossa (1422). Margasza (1443) und Marjoß (1587).
Auch wird vertreten, dass der Name eine Kurzform von Marienjossa sei.

### Mittelalter
Die älteste erhaltene Erwähnung des Ortes stammt aus dem Jahr 1167. Damals besaß das Kloster Schlüchtern in Marjoß die Kirche mit dem Zehnten und alle Besitzungen, mit Wiesen, Wald, Gewässern und allen Rechten. Das Kloster Schlüchtern gehörte im Spätmittelalter zum Einflussbereich der Herrschaft Hanau (ab 1429: Grafschaft Hanau). 1311 wurde ein Gemeindepfarrer von Marjoß erwähnt. Die Kirche gehörte zum Bistum Würzburg. Kirchliche Mittelbehörde war das Archidiakonat Karlstadt. 1422 stritten die von Hutten erfolgreich mit denen von Thüngen um Marjoß. Das Kloster Schlüchtern begab sich 1457 endgültig in die Schutzherrschaft der Grafschaft Hanau (seit 1458: Grafschaft Hanau-Münzenberg). Dort war Marjoß dem Amt Schlüchtern zugeordnet, einem Lehen des Bischofs von Würzburg.

### Frühe Neuzeit
Die Grafschaft Hanau-Münzenberg schloss sich in der Reformation zunächst der lutherischen Konfession an, ab 1597 war sie reformiert. Die Kirche von Marjoß gehört jetzt zum Dekanat Schlüchtern. Die Eigenschaft als Würzburger Lehen führte nach der Reformation zu Spannungen zwischen der nun evangelischen Grafschaft Hanau-Münzenberg und dem weiter römisch-katholischen Bistum Würzburg. Ein langjähriger Prozess vor dem Reichskammergericht dauerte von 1571 bis 1624 und endete mit einem Restitutionsmandat über das Amt Schlüchtern zugunsten Würzburgs. 1628–1631 war es deshalb von Würzburg besetzt, im Zuge des Dreißigjährigen Krieges 1631–1637 wieder von Hanau und ab 1637 erneut von Würzburg. 1656 kam es zu einem Vergleich zwischen Hanau und Würzburg, wobei Hanau das Amt Schlüchtern – und damit auch Marjoß – erhielt und dem Bistum dafür Orb überließ.
Mit dem Tod des letzten Hanauer Grafen, Johann Reinhard III., fiel Marjoß 1736 mit der ganzen Grafschaft Hanau-Münzenberg an die Landgrafschaft Hessen-Kassel, aus der 1803 das Kurfürstentum Hessen wurde.

### Neuzeit
Während der napoleonischen Zeit stand Marjoß ab 1806 unter französischer Militärverwaltung, gehörte 1807–1810 zum Fürstentum Hanau und dann von 1810 bis 1813 zum Großherzogtum Frankfurt, Departement Hanau. Anschließend fiel es wieder an das Kurfürstentum Hessen zurück. Nach der Verwaltungsreform des Kurfürstentums Hessen von 1821, im Rahmen derer Kurhessen in vier Provinzen und 22 Kreise eingeteilt wurde, gehörte Marjoß zum Landkreis Schlüchtern. 1866 wurde das Kurfürstentum nach dem Preußisch-Österreichischen Krieg von Preußen annektiert. Marjoß wurde preußisch und nach dem Zweiten Weltkrieg Bestandteil des neu formierten Bundeslandes Hessen.
Hessische Gebietsreform (1970–1977)
Zum 31. Dezember 1971 wurde die bis dahin selbständige Gemeinde Marjoß im Zuge der Gebietsreform in Hessen auf freiwilliger Basis in die Stadt Steinau als Stadtteil eingemeindet.
Für den Stadtteil Marjoß wurde, wie für die anderen Stadtteile von Steinau, ein Ortsbezirk eingerichtet.
Mit der Hessischen Gebietsreform wurde der Landkreis Schlüchtern im Jahr 1974 aufgelöst und Marjoß liegt seit dem im Main-Kinzig-Kreis.
Am 1. Januar 1978 wurde die Stadt Steinau amtlich in Steinau an der Straße umbenannt.

### Verwaltungsgeschichte im Überblick
Die folgende Liste zeigt die Staaten und Verwaltungseinheiten, denen Marjoß angehört(e):
- vor 1458: Heiliges Römisches Reich, Grafschaft Hanau
- ab 1458: Heiliges Römisches Reich, Grafschaft Hanau-Münzenberg, Amt Schlüchtern
- ab 1642: Heiliges Römisches Reich, Grafschaft Hanau-Lichtenberg, Amt Schlüchtern
- ab 1736: Heiliges Römisches Reich, Landgrafschaft Hessen-Kassel, Amt Schlüchtern
- ab 1803: Heiliges Römisches Reich, Landgrafschaft Hessen-Kassel, Fürstentum Hanau,[Anm. 2] Amt Schlüchtern
- 1806–1810: Kaiserreich Frankreich,[Anm. 3] Fürstentum Hanau, Amt Schlüchtern (Militärverwaltung)
- 1810–1813: Großherzogtum Frankfurt, Departement Hanau, Distrikt Steinau
- ab 1816: Kurfürstentum Hessen,[Anm. 4] Fürstentum Hanau, Amt Schlüchtern[9]
- ab 1821/22: Kurfürstentum Hessen, Provinz Hanau, Kreis Schlüchtern[10][Anm. 5]
- ab 1848: Kurfürstentum Hessen, Bezirk Hanau
- ab 1851: Kurfürstentum Hessen, Provinz Hanau, Kreis Schlüchtern
- ab 1867: Königreich Preußen,[Anm. 6] Provinz Hessen-Nassau, Regierungsbezirk Kassel, Kreis Schlüchtern
- ab 1871: Deutsches Reich, Königreich Preußen, Provinz Hessen-Nassau, Regierungsbezirk Kassel, Kreis Schlüchtern
- ab 1918: Deutsches Reich, Freistaat Preußen, Provinz Hessen-Nassau, Regierungsbezirk Kassel, Kreis Schlüchtern
- ab 1944: Deutsches Reich, Freistaat Preußen, Provinz Nassau, Landkreis Schlüchtern
- ab 1945: Deutsches Reich, Amerikanische Besatzungszone,[Anm. 7] Groß-Hessen, Regierungsbezirk Wiesbaden, Landkreis Schlüchtern
- ab 1946: Deutsches Reich, Amerikanische Besatzungszone, Hessen, Regierungsbezirk Wiesbaden, Landkreis Schlüchtern
- ab 1949: Bundesrepublik Deutschland, Hessen, Regierungsbezirk Wiesbaden, Landkreis Schlüchtern
- ab 1968: Bundesrepublik Deutschland, Hessen, Regierungsbezirk Darmstadt, Landkreis Schlüchtern
- ab 1972: Bundesrepublik Deutschland, Hessen, Regierungsbezirk Darmstadt, Landkreis Schlüchtern, Stadt Steinau
- ab 1974: Bundesrepublik Deutschland, Hessen, Regierungsbezirk Darmstadt, Main-Kinzig-Kreis, Stadt Steinau
- ab 1978: Bundesrepublik Deutschland, Hessen, Regierungsbezirk Darmstadt,  Main-Kinzig-Kreis, Stadt nach „Steinau an der Straße“ umbenannt

### Wirtschaftsgeschichte
Erste Belege für das am Ort ansässige Töpferhandwerk stammen aus dem Jahre 1391.
Im südlichen Bereich des Ortes lag die Hintere (Henner) Mühle (stillgelegt 1968), am nordöstlichen Rand die Untere (Önner) Mühle (stillgelegt 1958). Beide Wassermühlen wurden durch einen von der Jossa abgeleiteten Betriebsgraben versorgt.

## Bevölkerung

### Einwohnerstruktur  2011
Nach den Erhebungen des Zensus 2011 lebten am Stichtag dem 9. Mai 2011 in Marjoß 798 Einwohner. Darunter waren 9 (1,1 %) Ausländer.
Nach dem Lebensalter waren 138 Einwohner unter 18 Jahren, 363 waren zwischen 18 und 49, 162 zwischen 50 und 64 und 132 Einwohner waren älter.
Die Einwohner lebten in 285 Haushalten. Davon waren 60 Singlehaushalte, 78 Paare ohne Kinder und 117 Paare mit Kindern, sowie 27 Alleinerziehende und 6 Wohngemeinschaften. In 51 Haushalten lebten ausschließlich Senioren und in 192 Haushaltungen leben keine Senioren.

### Einwohnerentwicklung
| Quelle: Historisches Ortslexikon |                                   |
| • 1587:                          | 18 Schützen, 11 Spießer           |
| • 1632:                          | 33 Dienstpflichtige               |
| • 1753:                          | 70 Haushaltungen mit 328 Personen |
| • 1812:                          | 90 Feuerstellen, 489 Seelen       |
| • 1821:                          | 90 Häuser                         |

| Marjoß: Einwohnerzahlen von 1812 bis 2022 | Marjoß: Einwohnerzahlen von 1812 bis 2022 | Marjoß: Einwohnerzahlen von 1812 bis 2022 | Marjoß: Einwohnerzahlen von 1812 bis 2022 | Marjoß: Einwohnerzahlen von 1812 bis 2022 |
| --- | ----------------------------------------- | ----------------------------------------- | ----------------------------------------- | ----------------------------------------- |
| Jahr |                                           |                                           |                                           | Einwohner                                 |
| 1812 | 1812                                      |                                           | 489                                       | 489                                       |
| 1834 | 1834                                      |                                           | 792                                       | 792                                       |
| 1840 | 1840                                      |                                           | 806                                       | 806                                       |
| 1846 | 1846                                      |                                           | 842                                       | 842                                       |
| 1852 | 1852                                      |                                           | 832                                       | 832                                       |
| 1858 | 1858                                      |                                           | 837                                       | 837                                       |
| 1864 | 1864                                      |                                           | 859                                       | 859                                       |
| 1871 | 1871                                      |                                           | 810                                       | 810                                       |
| 1875 | 1875                                      |                                           | 779                                       | 779                                       |
| 1885 | 1885                                      |                                           | 743                                       | 743                                       |
| 1895 | 1895                                      |                                           | 689                                       | 689                                       |
| 1905 | 1905                                      |                                           | 634                                       | 634                                       |
| 1910 | 1910                                      |                                           | 673                                       | 673                                       |
| 1925 | 1925                                      |                                           | 653                                       | 653                                       |
| 1939 | 1939                                      |                                           | 658                                       | 658                                       |
| 1946 | 1946                                      |                                           | 979                                       | 979                                       |
| 1950 | 1950                                      |                                           | 937                                       | 937                                       |
| 1956 | 1956                                      |                                           | 769                                       | 769                                       |
| 1961 | 1961                                      |                                           | 728                                       | 728                                       |
| 1967 | 1967                                      |                                           | 713                                       | 713                                       |
| 1970 | 1970                                      |                                           | 750                                       | 750                                       |
| 1980 | 1980                                      |                                           | ?                                         | ?                                         |
| 1990 | 1990                                      |                                           | ?                                         | ?                                         |
| 2000 | 2000                                      |                                           | ?                                         | ?                                         |
| 2008 | 2008                                      |                                           | 830                                       | 830                                       |
| 2011 | 2011                                      |                                           | 798                                       | 798                                       |
| 2015 | 2015                                      |                                           | 782                                       | 782                                       |
| 2022 | 2022                                      |                                           | 738                                       | 738                                       |
| Datenquelle: Historisches Gemeindeverzeichnis für Hessen: Die Bevölkerung der Gemeinden 1834 bis 1967. Wiesbaden: Hessisches Statistisches Landesamt, 1968. Weitere Quellen: LAGIS; Stadt Steinau; Zensus 2011 |                                           |                                           |                                           |                                           |

### Historische Religionszugehörigkeit
| • 1885: | 727 evangelische (= 97,85 %), 16 katholische (= 2,15 %) Einwohner< |
| • 1961: | 648 evangelische (= 89,01 %), 66 katholische (= 9,07 %) Einwohner< |

## Politik
Für Marjoß besteht ein Ortsbezirk mit Ortsbeirat und Ortsvorsteher nach der Hessischen Gemeindeordnung.
Der Ortsbeirat besteht aus fünf Mitgliedern. Bei den Kommunalwahlen in Hessen 2021 betrug die Wahlbeteiligung zum Ortsbeirat 48,9 %. Alle Kandidaten gehören der SPD an. Der Ortsbeirat wählte Markus Harzer zum Ortsvorsteher.

## Kultur und Sehenswürdigkeiten

### Vereine
In Marjoß gibt es zahlreiche Vereine und Ortsgruppen, die zusammen die Arbeitsgemeinschaft Marjoßer Vereine bilden. Das sind die Freiwillige Feuerwehr Marjoß, der SV Marjoß, der Taubenverein, der Förderverein Kindergarten, die Wohnstätten (Behindertenheim Altes Forsthaus), der Dorfverein, Geselligkeitsverein Gut Schluck, den Angelverein und die Mitglieder des Ortsbeirates.

### Sport
In Marjoß finden jedes Jahr Sommerbiathlonwettkämpfe im Rahmen des Hessencups statt. Dabei müssen die Läufer einen Naturpfad, der zum 25-jährigen Thronjubiläum Kaiser Wilhelms II. und des 100-jährigen Jubiläums der Völkerschlacht bei Leipzig 1913 angelegt wurde, bewältigen.

### Naturräume
- Neben dem Naturschutzgebiet „Kirschenwiesen“ ist ein als Bannwald ausgewiesenes Naturreservat – die Jossa-Aue zwischen Marjoß und Mernes mit schilfbestandenen Teichen – ein Lebensraum des Bibers. Im Rahmen von Exkursionen lassen sich mit etwas Glück diese Tiere beobachten.

### Radwanderwege
- Der europäische Kultur-Rad- und Wanderweg „Perlen der Jossa“ („Archäologisches Spessartprojekt“) führt an Marjoß vorbei und hat dort eine Station mit Erklärungstafel. Der Name bezieht sich auf die in der Vergangenheit in der Jossa vorkommende Flussperlmuschel. Die Trasse deckt sich im Tal der Jossa mit der Hessischen Apfelwein- und Obstwiesenroute.
- Auch der Spessartbogen-Fernwanderweg führt an Marjoß vorbei, vom Stacken, einer Erhebung mit Wacholderheide und Arnika-Wiesen bei Mernes, herunterkommend.

## Infrastruktur und Wirtschaft

### Bildung

#### Schulen
Zum Schuljahresbeginn 2019/2020 wurde die in Marjoß bis dahin bestehende Zwergschule, wegen zu geringer Schülerzahl geschlossen. Seitdem besuchen die Marjosser Kinder die Hans-Elm-Schule im Ortsteil Altengronau der Nachbargemeinde Sinntal. Es ist eine Grund-, Haupt- und Realschule.
Weiterführende Schulen gibt es in Schlüchtern mit dem Ulrich-von-Hutten-Gymnasium, in Wächtersbach mit der Friedrich-August-Genth-Schule (Kooperative Gesamtschule), in Gelnhausen dem Grimmelshausen-Gymnasium und in Bad Soden-Salmünster der Henry-Harnischfeger-Schule (Integrierte Gesamtschule).

### Verkehrsanbindung

#### Straße
Die Landesstraße L 3197, durchquert den Ort und verbindet ihn mit Mernes im Südwesten und weiter über die Landesstraße L 3196 mit dem Hauptort Steinau im Norden.

#### Bahn
Der nächste Bahnhof befindet sich in Steinau an der Bahnstrecke Fulda–Frankfurt. Der nächste behindertengerechte Bahnhof liegt in Wächtersbach. Anschluss an Intercity (IC), Intercity-Express (ICE) gibt es in Fulda, Hanau und Frankfurt am Main.

#### Nahverkehr
In Marjoß verkehren die Buslinien MKK-94 und MKK-99 der KVG. Sie schaffen öffentliche Verkehrsanschlüsse zu Ortsteilen der Gemeinde Steinau an der Straße, aber auch zu den Nachbargemeinden Bad Soden-Salmünster und Sinntal. Es gilt der Tarif des Rhein-Main-Verkehrsverbundes.

## Persönlichkeiten

### Söhne und Töchter der Gemeinde
- Heinz Lotz (* 1954), Politiker (SPD), Abgeordneter des Hessischen Landtags